# 刘均 (汉朝)
刘均（？—25年），两汉之际更始帝属下大臣，任抗威将军。

## 生平
更始二年（24年），赤眉军樊崇、逄安从武关，徐宣等从陆浑关，分两路进军长安。更始帝刘玄命王匡、成丹和刘均等人，分别驻防河东、弘农，堵截赤眉军。更始三年（25年）六月，东汉大司徒邓禹率军包围安邑，王匡、成丹、刘均纠集十余万军队，攻打邓禹，邓禹军交战失利。六月廿六癸亥日，王匡、成丹和刘均等因当天是六十甲子记日的最后一天，所以闭门不出。邓禹得以整顿军队。六月廿七甲子日，王匡、刘均等全军出击攻打邓禹，邓禹等王匡军逼进营垒，令各将击鼓并进，大破敌军。刘均等溃败，邓禹追击，斩杀了刘均以及河东郡太守杨宝。邓禹平定河东，王匡等逃回长安。